# Neopromachus neglectus
Neopromachus neglectus är en insektsart som beskrevs av Günther 1929. Neopromachus neglectus ingår i släktet Neopromachus och familjen Phasmatidae. Inga underarter finns listade i Catalogue of Life.